# Schweizer Parlamentswahlen 1995/Resultate Nationalratswahlen
Die Nationalratswahlen der 45. Legislaturperiode fanden am 22. Oktober 1995 statt. Auf dieser Seite findet sich eine Übersicht über die Resultate in den Kantonen (Parteien, Stimmen, Wähleranteil, Sitze).